# Inden/Altdorf

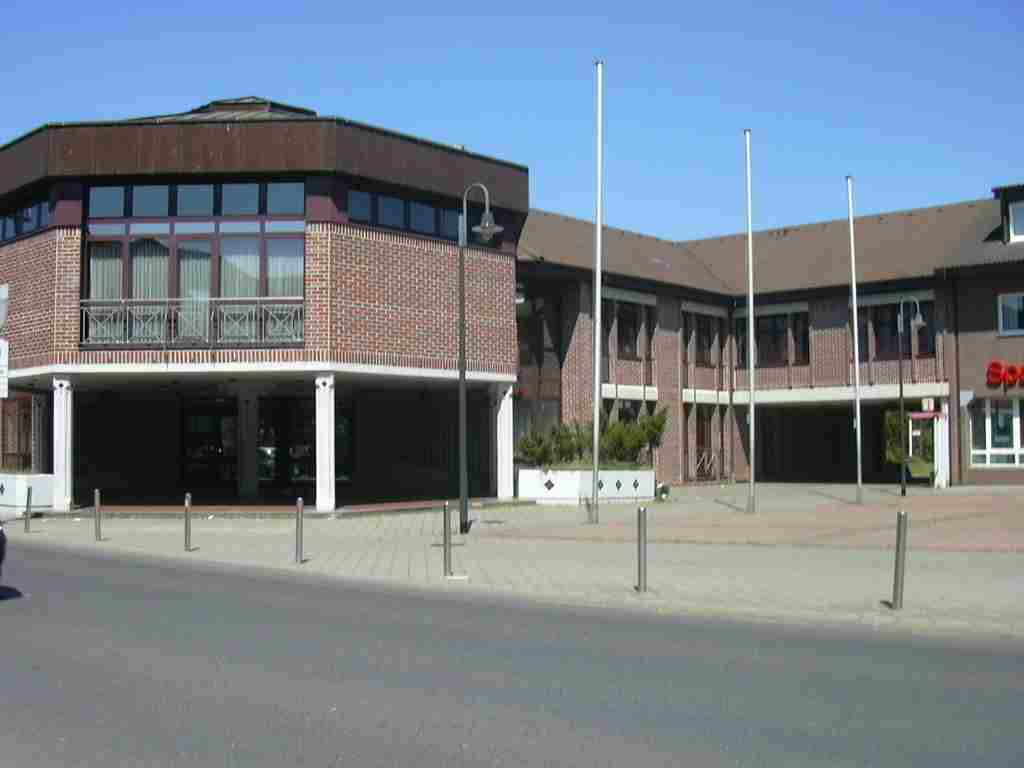
Das neue Rathaus

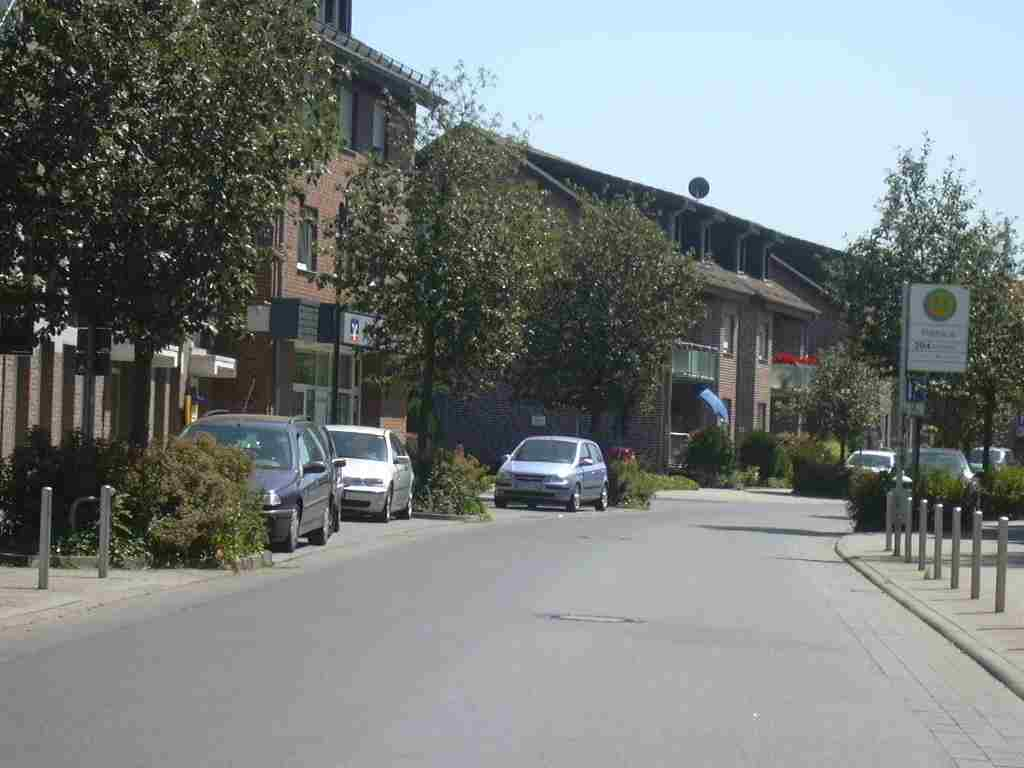
Zentrum von Inden/Altdorf

Inden/Altdorf ist ein Gemeindeteil von Inden im Kreis Düren, der in den 1990er Jahren als neues Ortszentrum geplant und errichtet wurde. Der Name wurde von den ehemaligen Indener Gemeindeteilen Altdorf und Inden übernommen, die wegen des Braunkohletagebaus Inden abgebaggert wurden.
In Inden/Altdorf befinden sich das neue Rathaus, die Polizeidienststelle, ein Kindergarten, eine Grundschule, die neue katholische Kirche und das neue evangelische Gemeindehaus. Durch den Ort fließt der Wehebach. Sehenswert sind das Haus Lützeler, die Gedenkstätte Geuenich mit einer neu errichteten Gedenkkapelle und der ganze Ort als Beispiel für Stadtplanung der 1990er Jahre.

## Name
Ein offizieller Name mit Schrägstrich wie „Inden/Altdorf“ kommt in Deutschland nicht oft vor. Dazu kam es, als ehemalige Altdorfer gegen den ursprünglichen Namensvorschlag „Inden-Altdorf“ Protest einlegten, da der Name hinter dem Bindestrich eine geringere Stellung gegenüber dem ersten Wort zu haben scheint. Deswegen einigte man sich auf den Namen Inden/Altdorf, in welchem sich beide Ortschaften gleichberechtigt widerspiegeln sollen.

## Straßennamen
Die Inden/Altdorfer Straßennamen Alter Markt, Brockengasse, Gronental, Im Schlehental, Löwenstraße und Pumpengasse sind ehemalige Altdorfer Straßennamen, die in Inden/Altdorf wiederverwendet wurden. Ehemalige, wiederbenutzte Straßennamen von Alt-Inden sind Auf dem Driesch, Buschweg, Buchenweg, Friedensstraße, Geuenicher Straße, Hauptstraße, Kirchstraße, Lindenstraße, Neustraße, Römerstraße, Rössener Straße und Uferstraße.
Weitere Straßennamen sind aus Geuenich oder dem Gemeindeteil Pier übernommen worden. Dies führte bei ortsunkundigen Fahrern dazu, dass diese beim Einsatz von Navigationssystemen in Richtung des heute vollständig abgebaggerten Pier geführt wurden, obwohl sie eigentlich ein Ziel in den Neubaugebieten ansteuern wollten.

## Geschichte
Früheste Spuren menschlicher Anwesenheit auf dem Gebiet des heutigen Inden/Altdorf datieren aus dem Mittelpaläolithikum, gefunden wurden Steinklingen, die einst mit Birkenpech befestigt waren.
Auf dem Gebiet des heutigen Inden/Altdorf befanden sich bis zum Baubeginn lediglich das am Wehebach gelegene Haus Lützeler und Felder sowie zwei Wege. Der eine Weg führte von Lamersdorf über die A 4 nach Langerwehe: dies sind die heutigen Straßen „Uferstraße“, ein Stück „Hauptstraße“ und die „Friedensstraße“. Der andere Weg führte zum Haus Lützeler und weiter zum Haus Büttgen: dies ist heute die „Geuenicher Straße“.
Das neue Inden/Altdorf wurde genau in der Mitte der wie ein Dreieck angeordneten Ortschaften Frenz, Lamersdorf und Lucherberg errichtet und mit diesen verbunden, so dass die vier Orte zusammen heute ein dichtes Siedlungsgebiet bilden.

## Verkehr
Die nächsten Autobahn-Anschlussstellen sind Weisweiler und Eschweiler-Ost sowie die Neuerbaute Anschlussstelle Langerwehe/Inden auf der A 4.
Der nächste Bahnhof ist Langerwehe an der Strecke Köln – Düren – Aachen, die nächste Euregiobahn-Haltestelle ist Langerwehe.
Die AVV-Buslinien 234, 294 und 296 des Rurtalbus verbinden Inden/Altdorf mit der Kreisstadt Düren, Weisweiler, Langerwehe, Jülich und den Nachbarorten. Bis zum 31. Dezember 2019 wurde Inden mit den Linien 216 und 234 von der Dürener Kreisbahn, mit der Linie 294 vom BVR Busverkehr Rheinland bedient, allerdings teilweise auf anderen Laufwegen. Zusätzlich verkehrt zu bestimmten Zeiten ein Rufbus, am Wochenende ein Nachtbus.
| Linie       | Verlauf |
| ----------- | --- |
| 234         | (Ellen – Oberzier – Niederzier – Hambach) / (Huchem-Stammeln – Selhausen) – Krauthausen (– Schophoven) – Merken – Inden/Altdorf (– Lucherberg)                                                                               |
| 294         | (Jülich Schulzentrum –) Walramplatz – Neues Rathaus – Jülich Bf/ZOB – Kirchberg – Viehöven – Schophoven – Merken – Inden/Altdorf – Lucherberg – Lamersdorf – Frenz – RWE/Kraftwerk – Weisweiler Frankenplatz – Weisweiler Bf |
| 296         | Düren Bf/ZOB – StadtCenter – Kaiserplatz – Gürzenich – Derichsweiler – Schlich – Merode – Pier – Jüngersdorf – Langerwehe Holzstr. – Langerwehe Bf – Luchem – Inden/Altdorf – Lamersdorf – Lucherberg / Frenz                |
| RufBus 294a | Rufbus: Merken – Inden/Altdorf – Lamersdorf – Lucherberg (Mo–Fr abends, Sa nachmittags-abends und So tagsüber und abends) |
| N4          | Nachtbus: nur in den Nächten Fr/Sa und Sa/So Düren Bf/ZOB → Kaiserplatz → Mariaweiler → Schophoven → Inden/Altdorf → Lamersdorf → Langerwehe → Gürzenich                                                                     |